# أحمد العايدي
أحمد العايدي، من مواليد السعودية (الدمام) ،(24 ديسمبر ،1974) روائي مصري، وسيناريست، وشاعر، ومحرر، وكاتب كومكس وقصص مصورة. درس التسويق بالجامعة المفتوحة.
- يُصنف كواحد من كُتاب مدرسة (المنيماليزم) الأدبية، كما يعتبر نفسه تلميذاً لأحد أشهر كُتابها الروائي الأمريكي تشاك بولانيك والذي تلقى عنه دورة مكثفة في الكتابة عبر شبكة الإنترنت.[1]

## الكتابات
- مجموعة قصص ساخرة للشباب المبدعون للنشر 1999-2000.
- بيس يا مان قصة طويلة ساخرة, دار الحسام 2001.
- عمل في أحد القنوات الفضائية ككاتب نص لأحد برامج المسابقات ؛ من سيربح المليون، وكعضو في ورشة الكوميديا التابعة لنفس القناة تحت إدارة السيناريست / الكاتب بلال فضل 2001-2002.
- أن تكون عباس العبد (رواية)، دار ميريت للنشر (2003/2007/2009)، دار بلومزبيري - مؤسسة قطر للنشر (2012/2013)، الكرمة للنشر (2014)، تُرجمت وصدرت باللغات: الإنجليزية (2006/2008/2009) والهولندية (2008) والإيطالية (2009) والتركية (2009) والفرنسية (2010) والدانماركية (2011) والروسية (2013).
- الاستربس السياسي بوكا وسوكومونص، رسوم : عبد الله أحمد، جريدة الدستور المصرية 2005.
- الاستربس الساخر مرشدي، رسوم : حاتم فتحي، جريدة الدستور المصرية 2006.
- سلسلة القصص المصورة قمر وبرقوق، رسوم : أيمن القاضي، مجلة باسم 2006.
- أشعار بالعامية المصرية، جريدة الدستور المصرية 2006-2007-2008.
- شارك في كتابة فيلم التوربيني (2007) مع السيناريست محمد حفظي، الفيلم من إخراج أحمد مدحت. وهو مقتبس من فيلم رجل المطر.
- شارك ضمن ورشة الكتابة سكريبت في إجراء بعض التعديلات على فيلم كده رضا للمخرج أحمد جلال وبطولة الفنان أحمد حلمي (2007) (بالاتفاق على عدم الإشارة لذلك).
- القصة والسيناريو والحوار للفيلم الروائي القصير الحب في زمن الكولة للمخرج إبراهيم عبلة، إنتاج المعهد العالي للسينما (2008).
- العشق السادي (ديوان شعر) دار ميريت | 2009، الكرمة للنشر | 2014.
- الاستربس الساخر مغامرات كارع، رسوم : محمد السيد توفيق، جريدة الشروق يوليو 2009.

## مساهمات أخرى
- شارك في برنامج الكتابة الدولية بجامعة أيوا, الولايات المتحدة الأمريكية (2004).
- شارك في ورشة الكتابة الدولية بجامعة هونج كونج المعمدانية، هوج كونج، الصين (2005).
- ساهم في تأسيس ورشة سكريبت السينمائية مع خمسة من كُتاب السيناريو، (2007).
- قام بعمل العديد من الحوارات مع الكتاب على يوتيوب.

## الجوائز
- حائز علي جائزة مؤسسة ساويرس (المركز الثاني في الرواية الجديدة) 2006 عن روايته أن تكون عباس العبد.

## وصلات خارجية
- حياة داخل حياة، مقال ،جريدة السفير اللبنانية
- الكتابة لعبة تحضير أرواح ،مقابلة ،الأهرام الرياضي
- التوربيني'.. معالجة نظيفة لـ ' رجل المطر (مقالة)